# (6249) Jennifer
(6249) Jennifer (1991 JF1) – planetoida z grupy przecinających orbitę Marsa okrążająca Słońce w ciągu 2,65 lat w średniej odległości 1,91 j.a. Odkryta 7 maja 1991 roku.